# Perizoma saawichata
Perizoma saawichata är en fjärilsart som beskrevs av Louis W. Swett 1915. Perizoma saawichata ingår i släktet Perizoma och familjen mätare. Inga underarter finns listade i Catalogue of Life.